# Saint-Bihy
 Saint-Bihy (en bretó Sant-Bic'hi, gal·ló Saent-Mehy) és un municipi francès, situat a la regió de Bretanya, al departament de Costes del Nord. L'any 2006 tenia 177 habitants.

## Demografia
| 1962                                       | 1968 | 1975 | 1982 | 1990 | 1999 |
| ------------------------------------------ | ---- | ---- | ---- | ---- | ---- |
| 183                                        | 158  | 160  | 173  | 198  | 201  |
| Des de 1962: població sense dobles comptes |      |      |      |      |      |

## Administració
| Període | Identitat           | Partit        |
| ------- | ------------------- | ------------- |
| 2001-   | Jean-Yves Guillemot | Divers droite |